# Клуб завода «Серп и молот»
Дворец культуры (клуб) завода «Серп и молот» — здание в стиле постконструктивизма, расположенное по адресу Волочаевская улица, 48, стр. 1, 2 в Таганском районе Москвы. Объект культурного наследия регионального значения.

## История

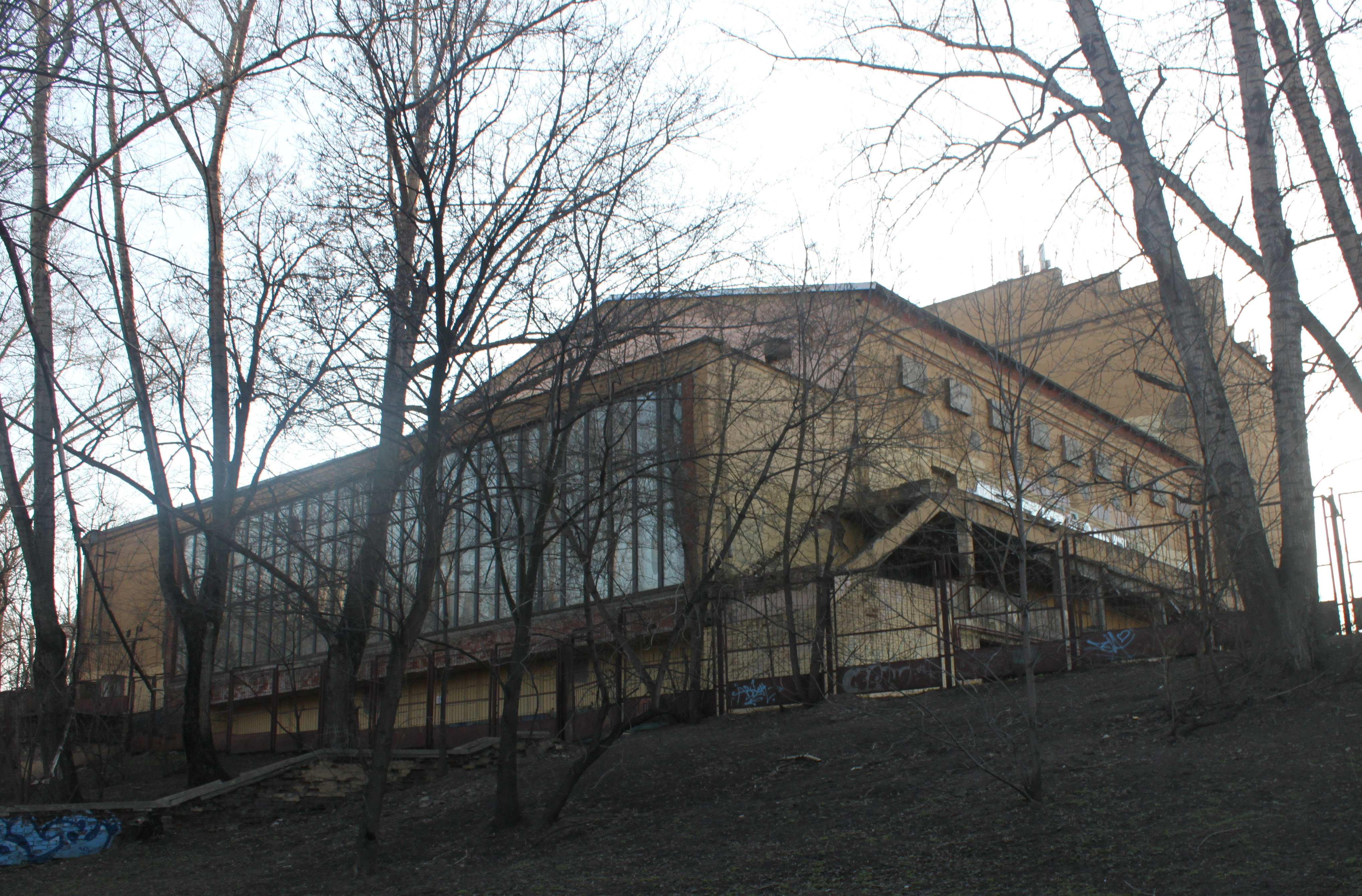
Здание клуба в 2015 году

Здание клуба было возведено в 1929—1933 годах по проекту архитектора Игнатия Милиниса, выпускника Киевского архитектурного института 1927 года и соавтора жилого дома Наркомфина. Его работа заняла 2 место на открытом конкурсе, но благодаря удачному решению сложного участка и вниманию к связи здания и окружающего ландшафта была принята к осуществлению.
В пояснительной записке к проекту Милинис описывал будущий клуб следующим образом:
С правой стороны аллеи выставка строительных машин с трибунами и лекторской кафедрой, к которой по узкоколейке подается со своего постоянного места для рассмотрения нужная машина. Непосредственно за демонстрационным полем расположено здание клуба. Значительная часть участка, примыкающая к левой границе, отведена под парк. Парку уделено должное внимание как необходимому условию хорошего отдыха. Правая сторона занята летним фойе зала и показательным полем сельскохозяйственных культур, где соответствующий кружок ведет работу по ликвидации агрономической неграмотности. Наконец, по границе участка, примыкающей к второстепенной улице, расположен спорт.

## Архитектура
Клуб был построен на крутом склоне у стен Андроникова монастыря. Расположенный на возвышенности, он служил архитектурной доминантой Волочаевской улицы до застройки 1970-х и 1980-х годов. В плане клуб состоял из 2 параллельных корпусов, соединённых перпендикулярным корпусом-переходом, поднятым на столбы-опоры. Самый большой корпус вмещал зрительный зал и фойе, остальные 2 — спортивный зал и клубные помещения. К зданию вела широкая лестница, входная группа была подчёркнута выразительным козырьком полуциркульного профиля на круглых опорах. Перед входом было установлено бронзовое изваяние рабочего в спецодежде и сварочных перчатках, характерным жестом закрывающего глаза от искр металла. Скульптура была выполнена в традициях «сурового стиля». В монументальном здании, призванном отразить пафос возрождения экономики в годы первой пятилетки, были использованы характерные конструктивистские решения — свободная планировка, гладкие фасады и ленточное остекление.
Цветовое решение интерьеров было выполнено в светлой спокойной цветовой гамме. Архитектор И. Миллинис хотел придать зданию «ощущение гигиеничной опрятности, бодрости и радостного покоя». 
В 1950-х годах клуб был реконструирован. Гладкие плоскости фасадов были рустованы и разбиты пилястрами, интерьеры были дополнены лепным декором, на лестнице, ведущей на холм, появились декоративные вазоны. Перекрытие объёма зрелищной части клуба было заменено двускатной кровлей, окна зрительного зала — заложены. В 1970-х годах между опорами корпуса-перехода были встроены дополнительные помещения.
В середине 1990-х годов здание утратило первоначальное значение и сдавалось в аренду. В 1998 году оно перешло в собственность компании «Инсервиссим» и до 2004 года вокруг него продолжались споры хозяйствующих субъектов. В 2004 году собственник представил проект реконструкции, который предполагал значительное искажение объёмно-пространственного решения здания. Проект был отклонён как нарушающий положения статьи 40 закона № 73-ФЗ «Об объектах культурного наследия (памятниках истории и культуры) народов Российской Федерации», а Департамент культурного наследия города Москвы выдал плановое задание на реставрацию, предполагающее восстановление оригинального конструктивистского облика здания. Реставрационные работы не были начаты, а в 2008 году собственник в обход Москомнаследия начал реконструкцию. Были полностью утеряны исторические интерьеры, в том числе демонтированы балконы зрительного зала, торцевая стена, лепнина 1950-х годов. Предположительно, здание реконструировалось для размещения ночного клуба «Дягилев». Градозащитный сайт «Москва, которой нет» обратился к председателю Москомнаследия с просьбой об организации срочной проверки законности работ и предотвращения потери памятника русского конструктивизма. После проверки работы были остановлены, а в отношении собственника было возбуждено административное дело.